# Justin Chancellor

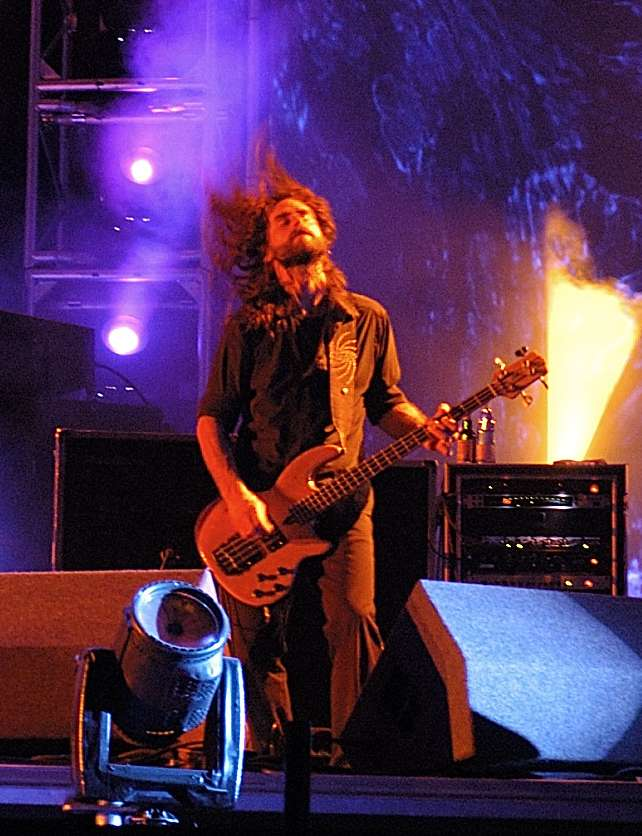
Justin Chancellor tijdens het Roskilde Festival in 2006.

Justin Gunnar Walter Chancellor (19 november 1971) is een in Engeland geboren muzikant. Vroeger speelde hij in de band Peach, maar tegenwoordig is hij vooral bekend als bassist voor Amerikaanse progressieve metalband Tool. Hij heeft een bijzondere speelstijl; hij gebruikt de bas meer als melodie-instrument dan als deel van de ritmesectie.
- Library of Congress Control Number: no2017073709
- MusicBrainz: 201a7fc0-4c4d-4275-a62c-3c36873619a7
- Virtual International Authority File: 449149294284180521398
- WorldCat: E39PBJyGY8mkBbHjKGJ6BMbrv3